# I. e. 425
Évszázadok: i. e. 6. század – i. e. 5. század – i. e. 4. század
Évtizedek: i. e. 470-es évek – i. e. 460-as évek – i. e. 450-es évek – i. e. 440-es évek – i. e. 430-as évek – i. e. 420-as évek – i. e. 410-es évek – i. e. 400-as évek – i. e. 390-es évek – i. e. 380-as évek – i. e. 370-es évek
Évek: i. e. 430 – i. e. 429 – i. e. 428 – i. e. 427 –  i. e. 426 – i. e. 425 – i. e. 424 – i. e. 423 – i. e. 422 – i. e. 421 – i. e. 420

## Események

### Görögország
- Május: a peloponnészoszi háborúban a spártaiak újabb hadjáratot indít Attikába, de 15 nap után visszavonják csapataikat, mert Athén megszállja a Spárta-közeli félszigetet és kikötőjét, Püloszt.
- május-június: az athéni Démoszthenész megerődíti Püloszt, bár eredetileg Kerküra (Korfu) ellen indult, de a rossz időjárás miatt kénytelen volt a félszigetnél partot érni. A Kerkürában lévő, Braszidasz vezette spártai flotta Püloszra indul és elállja a kikötő bejáratát, valamint a bejáratot ellenőrző Szphakteria szigetére kb. 400 hoplitát tesznek partra.
- augusztus: A spártaiak hajóikról megtámadják Démoszthenészt, aki visszaveri az első próbálkozásokat. Időközben megérkezik az athéni flotta és a püloszi csatában megfutamítják a spártai hajókat, valamint blokád alá veszik a szigeten rekedt hoplitákat. Spárta fegyverszünetet ajánl, de az athéni Kleon elutasítja azt. Démoszthenész és Kleon partra száll a szigeten és a szphakteriai csatában foglyul ejtik a 300 életben maradt nehézfegyverzetű hoplitát, amelyek közül 120 a spártai elit tagja. Őket túszként használják fel, kivégzésükkel fenyegetnek, ha Spárta újabb támadást intéz Attika ellen. A győzelem Athén felé billenti a háború mérlegét és megerősíti Kleon helyzetét. Thuküdidész szerint a vereség után a meggyengült spártai uralkodó osztály kétezer helótát mészárol le, hogy megelőzze felkelésüket.
- szeptember eleje: az athéni Nikiasz támadást intéz Korinthosz ellen és a flotta kikötési helyénél a szolügeiai csatában megfutamítja a korinthosziakat. Tart attól, hogy Korinthosz erősítést küld, ezért visszavonja katonáit és végigpusztítja Krommüon, Epidaurosz és Troizen környékét.

### Itália
- november 19: Rómában Lucius Quinctius Cincinnatus, Lucius Furius Medullinus, Aulus Sempronius Atratinus és Lucius Horatius Barbatus foglalják el a consuli jogkörrel felruházott katonai tribunusi tisztségeket.
- kb. i.e. 425: a szamniszok elveszik az oszkoktól Pompeiit.

### Perzsia
- I. Artaxerxész halála után fia, II. Xerxész foglalja el az Akhaimenida Birodalom trónját.

### Kína
- Csou Vej-lö lesz a Csou-dinasztia új uralkodója.

## Kultúra
- az Akropoliszon Kallikratész elkezdi az Athéné Niké-templom építését (körülbelüli dátum).
- a görög művészetben az ún. "gazdag stílus" kezdete.
- január: Arisztophanész Az akharnaiak c. komédiája fődíjat nyer az athéni Lenaia fesztiválon.
- Szophoklész beefejezi Oidipusz király c. tragédiáját.
- i.e.425/424: először adják elő Euripidész Hekabé c. tragédiáját.

## Tudomány
- október 9.: holdfogyatkozást figyelnek meg Görögországban.

## Születések
- III. Artaxerxész perzsa király

## Halálozások
- I. Artaxerxész perzsa király
- Hérodotosz görög történetíró
- Epitadasz spártai hadvezér
- Lükophron korinthoszi hadvezér
- Mahávira, a dzsainizmus egyik alapítója (a történészek szerint i.e. 425-ben, a hagyomány szerint i.e. 527-ben halt meg)